# Ogooué-Lolo
La provincia di Ogooué-Lolo è una delle 9 province del Gabon. 	
Situata nella parte centro-orientale del paese confina a nord con la provincia di Ogooué-Ivindo, a est con quella di Haut-Ogooué, a sud con la Repubblica del Congo e a ovest con la provincia di Ngounié.